# Lãnh thổ châu Nam Cực thuộc Chile
Lãnh thổ châu Nam Cực thuộc Chile (tiếng Tây Ban Nha: Territorio Chileno Antártico hay Antártica Chilena, tiếng Anh: Chilean Antarctic Territory hay Chilean Antarctica)  là lãnh thổ ở châu Nam Cực do Chile tuyên bố chủ quyền. Lãnh thổ châu Nam Cực thuộc Chile trải dài từ 53° Tây đến 90° tây và từ Cực Nam đến vĩ tuyến 60° Nam, chồng lấn một phần với các lãnh thổ ở Nam Cực của Argentina và Anh. Vùng này do đô thị Cabo de Hornos ở lục địa Nam Mỹ quản lý.
Lãnh thổ mà Chile tuyên bố chủ quyền bao gồm Quần đảo Nam Shetland, Bán đảo Nam Cực (được gọi là Vùng đất O'Higgins—Tierra de O'Higgins trong tiếng Tây Ban Nha—ở Chile) và các đảo lân cận, đảo Alexander, đảo Charcot, và một phần của Vùng đất Ellsworth, cùng với các đảo khác. Khu vực có diện tích 1,250,257.6 km2. Ranh giới của nó được xác định theo Nghị định 1747, ban hành ngày 6 tháng 11 năm 1940 và được công bố vào ngày 21 tháng 6 năm 1955, do Bộ Ngoại giao thành lập:
Lãnh thổ châu Nam Cực thuộc Chile là: tất cả các vùng đất, đảo, đảo nhỏ, rạn san hô, sông băng (băng gói), và các vùng khác, đã biết và chưa biết, và các vùng lãnh hải tương ứng, tồn tại trong giới hạn của khu vực được tạo thành bởi các kinh tuyến 53° kinh độ tây Greenwich và 90° kinh độ tây Greenwich.

Trong phân cấp lãnh thổ, Antártica là thành phố quản lý lãnh thổ. Thành phố Antártica do đô thị Cabo de Hornos quản lý với một thủ phủ ở Puerto Williams (nên nó là thành phố duy nhất ở Chile không do một đô thị của chính nó quản lý) và thuộc tỉnh Antártica Chilena, một phần của vùng Magallanes. Thành phố Antártica được thành lập ngày 11 tháng 7 năm 1961, và phụ thuộc vào tỉnh Magallanes. Năm 1975, khi tỉnh Antártica Chilena được thành lập, nó đổi sang phụ thuộc về mặt hành chính vào tỉnh lị Puerto Williams.
Tuyên bố lãnh thổ của Chile đối với Nam Cực chủ yếu dựa trên các cân nhắc về lịch sử, pháp lý và địa lý. Việc thực thi chủ quyền của Chile đối với Lãnh thổ châu Nam Cực thuộc Chile có hiệu lực ở tất cả các khía cạnh không bị giới hạn bởi việc ký kết Hiệp ước châu Nam Cực năm 1959. Hiệp ước này quy định rằng các hoạt động ở châu Nam Cực chỉ được dành riêng cho các mục đích hòa bình của các bên ký kết và gia nhập, do đó đóng băng các tranh chấp lãnh thổ và ngăn chặn việc xây dựng các lãnh thổ mới hoặc mở rộng các lãnh thổ hiện có.
Lãnh thổ châu Nam Cực thuộc Chile tương ứng về mặt địa lý với các khu vực múi giờ UTC-4, UTC-5 và UTC-6 , nhưng vì thuộc vùng Magallanes nên nó sử dụng UTC-3 quanh năm.
Chile hiện có 13 căn cứ đang hoạt động ở Nam Cực: 4 căn cứ cố định, 5 căn cứ theo mùa và 4 nơi trú ẩn.